# 八幡大空襲
八幡大空襲（やはただいくうしゅう）は、第二次世界大戦（太平洋戦争）中の1945年8月8日、福岡県八幡市（現在の北九州市八幡東区、八幡西区）を襲った大規模な空襲。

## 概要
P-47サンダーボルト3部隊に護衛された221機のB-29が来襲し、45万発を超える焼夷弾を使用した戦略爆撃を行った。八幡は火の海となり市街地の21%が壊滅した。八幡東区小伊藤山の横山防空壕では避難した市民約300人が窒息死、焼死するなどしており、この空襲で約2,900人が犠牲となった。なお少なくとも1機のB-29を撃墜している（広島原爆で被爆したアメリカ人参照）。
八幡市への大規模な空襲は前年8月以来であった。八幡市に約1年間にわたって空襲はなかった理由については、第20爆撃機集団が1945年7月21日付で作成した報告書「中小工業都市地域への爆撃」の中で、「レーダーが作用しにくい地形であるために、レーダーを必要とする夜間や悪天候での爆撃を免除されていた15都市」の一つに八幡市が挙げられている。
空襲翌日に小倉市を第一目標に原子爆弾ファットマンを積んで飛来したボックスカーは、上空が曇っていたことに加えこの空襲で発生した煙が流れ込んで視界を遮ったことから、目標を長崎市に変更したとされる（長崎市への原子爆弾投下）。

## 小伊藤山公園慰霊碑
1945年8月8日の空襲犠牲者慰霊碑が、1952年（昭和27年）に北九州市八幡東区（当時は八幡市）尾倉(おぐら)2丁目の小伊藤山公園に設置され、2018年（平成30年)1月時点でも同地に現存している。